# Immenstedt (Dithmarse)
Pour les articles homonymes, voir Immenstedt.
Immenstedt est une commune allemande du Schleswig-Holstein, située dans l'arrondissement de Dithmarse (Kreis Dithmarschen), à 13 kilomètres à l'est de la ville de Heide. Immenstedt est l'une des 24 communes de l'Amt Mitteldithmarschen (« Moyenne-Dithmarse ») dont le siège est à Meldorf.